# Comuna Ivankivți, Berdîciv
Ivankivți (în ucraineană Іванковецька сільська рада) este o comună în raionul Berdîciv, regiunea Jîtomîr, Ucraina, formată din satele Ivankivți (reședința) și Semenivka.

## Demografie
Componența lingvistică a satului Ivankivți
     Ucraineană (97,46%)
     Rusă (2,25%)
     Alte limbi (0,23%)
Conform recensământului din 2001, majoritatea populației satului Ivankivți era vorbitoare de ucraineană (97,46%), existând în minoritate și vorbitori de rusă (2,25%).